# Soszyce (województwo pomorskie)
Soszyce (dodatkowa nazwa w j. kaszub. Soszëca; niem. Augustfelde) – wieś kaszubska w Polsce położona w województwie pomorskim, w powiecie bytowskim, w gminie Czarna Dąbrówka.
W latach 1975–1998 wieś administracyjnie należała do województwa słupskiego.
Historia wsi sięga XV wieku, kiedy to wzmianka o niej pojawiła się w dokumentach znajdującego się nieopodal opactwa w Karwnie. Miejscowość otoczona jest głównie lasami, większość to lasy mieszane.